# Мартиновський Валерій Павлович
Вале́рій Па́влович Мартино́вський (нар. 27 грудня 1955, смт Новоолексіївка, Генічеський район, Херсонська область) — український політик. Колишній народний депутат України.

## Освіта
Українська сільськогосподарська академія (1982), зооінженер. Кандидатська дисертація «Перетравність корму, обмін речовин, продуктивність та якість м'яса курчат-бройлерів при згодовуванні біомаси гриба Blakeslea trispora» (Національний аграрний університет, 2003). Кандидат сільськогосподарських наук (2004).

## Трудова діяльність
- 1971 — 1975 — учень Скадовського сільськогосподарського технікуму. Агроном колгоспу «Зоря» Новотроїцького району Херсонської області.
- 1975 — 1978 — служба в армії.
- 1978 — 1983 — студент Української сільськогосподарської академії. Зоотехнік Нікопольської міжколгоспної інкубаторно-птахівничої станції Дніпропетровської області.
- 1983 — 1995 — інструктор оргвідділу, помічник першого заступника голови Дніпропетровського облвиконкому. Помічник Представника Президента України в Дніпропетровській області. Помічник голови Дніпропетровської облради народних депутатів.
- 1995 — 1997 — керівник служби першого віце-прем'єр-міністра України.
- Червень 1996 — квітень 1997 — перший помічник Прем'єр-міністра України.
- Квітень — липень 1997 — радник Прем'єр-міністра України на громадських засадах.
- З 1997 — президент ЗАТ «Аграрний союз», місто Дніпропетровськ. Голова правління Дніпровського крохмало-патокового комбінату.

Народний депутат України 4-го скликання з 12 травня 1998 до 14 травня 2002 від виборчого округу № 29 Дніпропетровської області. На час виборів: президент ЗАТ «Аграрний союз», безпартійний. Член фракції «Громада» (травень 1998 — березень 1999), член фракції «Батьківщина» (березень 1999 — лютий 2000), член групи «Солідарність» (лютий 2000 — грудень 2001). Голова підкомітету з питань функціонування галузей АПК, заступник голови Комітету з питань аграрної політики та земельних відносин (з липня 1998).
Народний депутат України 4-го скликання з 14 травня 2002 до 25 травня 2006 від блоку «За єдину Україну!», № 26 в списку. На час виборів: народний депутат України, член Аграрної партії України. Член фракції «Єдина Україна» (травень — червень 2002), член фракції «Аграрники України» (червень — жовтень 2002), член фракції Аграрної партії України (жовтень 2002 — червень 2004), уповноважений представник фракції Народної аграрної партії України (червень 2004 — березень 2005), уповноважений представник фракції Народної Партії (з березня 2005). Член Комітету з питань аграрної політики та земельних відносин (з червня 2002).
Голова Дніпропетровської обласної організації Народної Партії (листопад 2000 — 2005); заступник голови НП (з лютого 2005).
Був радником Прем'єр-міністра України (з березня 2008).

## Родина
Українець. Одружений, має двох дочок.

## Нагороди
Заслужений працівник сільського господарства України (листопад 2001).